# RAF Mildenhall

RAF Mildenhall (code IATA : MHZ • code OACI : EGUN) est une base aérienne des United States Air Forces située à Mildenhall dans le Suffolk en Angleterre.

## Historique
Cette base fut inaugurée le 16 octobre 1934 par la Royal Air Force.
Le 20 octobre 1934, la base fut le départ de la Course aérienne Londres-Melbourne.
Durant la Seconde Guerre mondiale, elle fut occupée par des formations de bombardiers du Bomber Command.
En 1950, des bombardiers de l'USAF s'installèrent sur cette plate-forme.
Les principales unités de la base sont actuellement le 100th Air Refueling Wing, le 501st Combat Support Wing et le 352nd Special Operations Wing (en).
Le 8 janvier 2015, les États-Unis ont annoncé qu'ils quitteraient la base et que celle-ci sera rendue à la Grande-Bretagne. En décembre 2018, alors que la garnison de la base compte 325 officiers de l'US Air Force, 2 797 soldats, 381 civils américains et 651 ressortissants locaux, il est prévu que le personnel de l’USAF déménage à RAF Fairford en 2024 au plus tôt.
La base est citée dans la chanson de Pink Floyd, Let There Be More Light.